# IC 960
IC 960 ist ein interagierendes Galaxienpaar im Sternbild Bärenhüter am Nordsternhimmel.
Das Objekt wurde am 17. Juni 1892 von dem französischen Astronomen Stéphane Javelle entdeckt.